# Парадокс Грея
Парадокс Грея — парадокс гидродинамики. Либо требуемая для движения дельфина мощность мышц в 8-10 раз превышает ту, которой он обладает, либо корпус дельфина обладает в 8-10 раз меньшим гидродинамическим сопротивлением, чем эквивалентная ему жёсткая модель. Был обнаружен Д. Греем.

## Объяснение парадокса
Данные Грея об аномально высокой скорости передвижения дельфинов не являются достоверными. Дельфин способен снижать сопротивление своему движению не в {\displaystyle 8}, а в {\displaystyle 2} раза.